# Sertularella acutidentata
Sertularella acutidentata är en nässeldjursart som beskrevs av Chantal Billard 1919. Sertularella acutidentata ingår i släktet Sertularella och familjen Sertulariidae. Inga underarter finns listade i Catalogue of Life.